# Steve Walsh
Steve Walsh (San Luis, Misuri, 15 de junio de 1951) es un músico, cantante y compositor conocido principalmente por su trabajo como miembro de la banda estadounidense de rock progresivo Kansas.  Canta las cuatro canciones más populares de esta banda: «Carry On Wayward Son», «Dust in the Wind», «Point of Know Return» y «All I Wanted», las dos últimas coescritas por él.

## Carrera
Walsh estuvo en un sinnúmero de grupos locales antes de integrarse a Kansas, entre ellos una banda llamada White Clover, la cual se convertiría en Kansas.  White Clover realizó giras sin descanso promoviendo su distintiva música hard-rock progresiva estadounidense. Cuando la banda firmó contrato con la discográfica del productor Don Kirshner, el nombre de la misma cambió definitivamente a Kansas.
Durante la estancia de Walsh en la banda, Kansas grabó dos exitosos álbumes: Leftoverture y Point of Know Return, publicados en 1976 y 1977 respectivamente. Con Kansas, el grabó doce álbumes de estudio, seis álbumes en directo y numerosos sencillos. Walsh ha grabado tres álbumes en solitario: Schemer-Dreamer, Glossolalia y Shadowman.
Walsh dejó la banda después de la grabación de Audio-Visions de 1980, debido a diferencias filosóficas con el compositor principal de Kansas, Kerry Livgren. También, en el mismo año el publicó su primer álbum en solitario Schemer-Dreamer, con la participación de sus excompañeros de Kansas el guitarrista Rich Williams y el baterista Phil Ehart, así como al guitarrista Steve Morse (el cual se uniría a Kansas en 1985). Este disco contiene el tema «Every Step On My Way». Dos años después, en 1982 formó la banda Streets, con la que grabó dos álbumes: 1st en 1983 y Crimes In Mind en 1985.
Steve colaboró en el canto en álbumes de otros artistas como artista invitado.
Walsh regresó a Kansas en 1986, después de que la banda se separara tres años antes (la cual contaba con John Elefante en la voz principal) y desde entonces Steve ha permanecido en el grupo.
En el 2000, Walsh lanzó su segundo álbum como solista: Glossolalia. Cinco años después, en 2005, Steve publicó su tercer disco en solitario llamado Shadowman, junto a músicos como el baterista Joe Franco, el guitarrista y bajista Joel Kosche y el violinista David Ragsdale.
El 30 de junio de 2014, Walsh anunció a sus compañeros su salida definitiva del grupo, siendo publicada esta noticia en la página oficial de Facebook de la banda dos días después. Su última presentación con Kansas fue en Sioux City, Iowa, EE. UU. el 16 de junio de 2014. Fue reemplazado por Ronnie Platt.

## Vida personal
Steve Walsh nació el 15 de junio de 1951 en San Luis, Misuri, en los Estados Unidos. Fue adoptado de niño y creció en St. Joseph, Misuri. Estudió en la Escuela Católica St. James y en 1969 se graduó del Bachillerato Christian Brothers. Ahora vive en la ciudad de Atlanta, Georgia. Es casado y tuvo un hijo en 1980, una hija en 1986 y un hijo más que nació en 2006.

## Discografía

### Kansas

#### Álbumes de estudio
- Kansas - 1974
- Song for America - 1975
- Masque - 1975
- Leftoverture - 1976
- Point of Know Return - 1977
- Monolith - 1979
- Audio-Visions - 1980
- Power - 1986
- In the Spirit of Things - 1988
- Freaks of Nature - 1995
- Always Never the Same - 1998
- Somewhere to Elsewhere - 2000

#### Álbumes en directo
- Two for the Show - 1978
- Live at the Whisky - 1992
- King Biscuit Flower Hour Presents Kansas - 1998
- Device, Voice, Drum - 2002
- There's Know Place Like Home - 2009

#### Álbumes recopilatorios
- The Best of Kansas - 1984
- Carry On - 1992
- The Kansas Boxed Set - 1994
- The Definitive Collection - 1999
- The Ultimate Kansas - 2002
- Sail On: The 30th Anniversary Collection - 2004
- Works in Progress - 2006

### En solitario
- Schemer-Dreamer - 1980
- Glossolalia - 2000
- Shadowman - 2005
- Black Butterfly - 2017

### Streets

#### Álbumes de estudio
- 1st - 1983
- Crimes in Mind - 1985

#### Álbumes en directo
- King Biscuit Flower Hour Presents Streets - 1997

### Contribuciones
- Steve Hackett - Please Don't Touch - 1978
- Kerry Livgren - Seeds of Change - 1980
- Dixie Dregs - Industry Standard - 1982
- Paul Barrére - On My Own Two Feet - 1983
- Blonz - Blonz - 1990
- Jeff Watson - Around the Sun - 1993
- Vince DiCola - In-Vince-ible! - 2000
- Christmas Collection with Father Rodgers - Remember the One - 2000
- Seventh Key - Seventh Key - 2001
- Trent Gardner - Leonardo - The Absolut Man - 2001
- The December People - Sounds Like Christmas - 2001
- Explorers Club - Raising the Mammoth - 2002
- Daniele Liverani - Genius - A Rock Opera - 2002
- Saint James Parish - Come Home For Christmas - 2003
- Khymera - Khymera - 2003
- Joel Kosche - Fight Years - 2010
- Roswell Six - Terra Incognita: A Line in the Sand - 2010
- Lalu - Paint the sky - Paint the sky - 2022